# Bryan Adams
Bryan Adams (Kingston, Ontario, 1959. november 5. –) Bryan Guy Adams néven született Grammy-díjas kanadai zenész, dalszövegíró és fotográfus. Zenei pályafutását 1976-ban kezdte, azóta közel 34-szer jelölték különböző zenei díjakra. 1998-ig közel 65 000 000 lemeze fogyott el.

## A kezdetek
Bryan Kanadában, az Ontario állambeli Kingston városban jött a világra angol szülők gyermekeként. Születését követően nagymamájához utazott a család, aki Málta szigetén lakott, majd ezt követően Portugáliában kötöttek ki: egy kisvárosban (Birre), Cascais része. 1973-ban visszatértek Kanadába és letelepedtek az ország nyugati részén, Észak-Vancouverben. Bryan már 15 évesen az iskola zenekarával játszott több éjszakai klubban. 18 éves korában megjelent az együttes egyik legsikeresebb albuma, mely az If Wishes Were Horses nevet viseli; ekkor ismerkedett meg Jim Vallace-szel, aki később nagy szerepet játszott karrierje alakulásában.
1978-ban Jim írt pár dalt Bryannek. A 18 éves srác néhány demóját elküldte az A&M Records részére Torontóba; ezek közül a két leghíresebb az I'm ready és a Remember, amelyek idővel nagy sikereket hoztak.

## 1980 után
Debütáló albumát 1980 februárjában adja ki, ami a Bryan Adams címet viseli. Ekkor Jim és Bryan már nagyon jó barátok voltak és az albumra közösen írták a dalok szövegét. Az album felvétele 1979. október 29. és november 29. között zajlott le. 1986-ban Kanadában aranylemeznek nyilvánították.
Bryan második albumát (You Want It, You Got It) már New Yorkban vették fel. 1981-ben az FM rádióknak köszönhetően vált ismertté a Lonely Nights című dalával. Akkora népszerűségnek örvendett, hogy 1983 januárjában már ki is adta harmadik lemezét, mely a Cuts Like A Knife címet viselte.
Ez volt az ún. kiugró albuma. A Straight From The Heart és a This Time című dalainak köszönhetően pár héten belül a Billboard 200-as toplista 67. helyére ugrott be; ez garantálta számára a világhírnevet. Ez az album egyébként Kanadában és az Amerikai Egyesült Államokban platina-, míg Ausztráliában aranylemez lett, alig pár hét leforgása alatt. Később az ezen szereplő számaiból készített videóklipeket, amelyek igen hosszú ideig tanyáztak a Billboard Hot 100-as lista első három helyén. A Straight from The Heart c. dalát, mely egyébként része volt az albumnak is, a világ valamennyi zenei tv-csatornái szinte folyamatosan játszották, akkora népszerűségnek örvendett.
1984 novemberében kiadta következő, Reckless című albumát, amely a Billboard 200-as toplista első helyére robbant be. Az It's Only Love c. dalának köszönhetően 1986-ban jelölték Grammy-díjra, amit aztán nem kapott meg. Az album az Egyesült Államokban nagyon rövid idő leforgása alatt ötszörös platinalemez lett.
1984 decemberében koncertkörútra indult Keith Scott, Dave Taylor, Pat Steward és Johnny Blitz pártfogásával. Nagysikerű koncerteket adtak Chicago, Detroit, New York és Philadelphia városokban. 1985 elején világkörüli turnéra indultak a fiúk: először keresztül az Egyesült Államokon, majd Japánon, Ausztrálián, Európán és végül kikötöttek Kanadában. Ezt követően Bryan egyedül indult útnak Kanadában, ahol összesen 4 Juno-díjat nyert; végül a nyugati parton ért véget körútja, Los Angelesben, ahol két koncertet is adott.
Észak-amerikai koncertútját befejezve először Etiópiába, majd Európába utazott. Itt összesen 50 városban adott koncertet, a legtöbbet Tina Turnerrel közösen. Népszerűségét mutatta az is, hogy Londonban három telt házas koncertje is volt egymás után. Körútját 1985 októberében fejezte be Oklahomában, de ezt követően még adott egy utolsó utáni koncertet New Yorkban; pontosabban két telt házas koncertet, egymást követően.
1987-ben adta ki soron következő, Into The Fire c. albumát a Claffhinger Studios közreműködésével, Vancouverben.

## Bryan Adams Magyarországon
Bryan már többször is járt Magyarországon. Először 1992-ben Budapesten, a Népstadionban adott közel 2 és fél órás koncertet, ahol többek között az Extreme volt Bryan Adams előzenekara. Karrierjének 25. évfordulója alkalmából világkörüli turnéra indult 2006-ban. A koncertsorozat Magyarországot is érintette. November 21-én Budapesten, a Papp László sportarénában lépett fel, majd november 23-án Debrecenben, a Főnix Csarnokban koncertezett.
2007. június 30-án az ingyenes Kapcsolat koncerten lépett fel. Körülbelül kétszázezer érdeklődő volt jelen az egykori Felvonulási téren (ma 56-osok tere). A kétórás koncert nagyon jó hangulatban telt, a csapat sok híres számot eljátszott.
Többek között, a Summer Of '69, (Everything I Do) I Do It For You, Heaven, All For Love, és még sok más ismert számot.
A koncert végén, a közönség kedvéért két ráadást is adtak. Bryanék előtt a Megasztár 3 győztese, Rúzsa Magdolna lépett fel.
2012. július 29-én a European Tour 2012 egyik állomásaként lépett fel a Papp László Budapest Sportarénában, több mint 2 órás koncertet adva.
2019. szeptember 28-án a Skandináv lottó 20. születésnapja alkalmából, a Szerencsejáték Zrt. szervezésében megvalósult Szuperkoncerten lépett fel a Hősök terén. Ekkor nem kevesebben, mint 70 000-en nézték élőben. Az ingyenes koncerten Bryan előtt a Wellhello lépett fel.

## Díjak, jelölések
- American Music Awards: jelölve 3 alkalommal (1992-ben kétszer, 1997-ben egyszer), ebből elnyert egyet (1992-ben a Kedvenc Pop Dal díját az Everything I Do c. daláért)
- Grammy-díj: jelölve 13 alkalommal (1986-ban kétszer, 1992-ben hétszer, 1995-ben és 1996-ban egyszer-egyszer, 1997-ben kétszer), ebből elnyert kettőt (1992-ben a Legjobb Televíziós Filmnek járó Betétdal és a Legjobb Instrumentális Betétdal díjakat)
- MTV Video Music Awards: jelölve 10 alkalommal (1985-ben hatszor, 1986-ban kétszer, 1991-ben és 1996-ban egyszer-egyszer), ebből elnyert egyet (1986-ban a Legjobb Betétdal díját az It's Only Love c. daláért)
- Oscar-díj: jelölve 5 alkalommal (1992-ben, 1996-ban, 1997-ben, 2003-ban és 2007-ben egyszer-egyszer), ebből végül egyet sem nyert el

Összesen 34-szer volt különböző díjakra jelölve, melyekből 4-et el is nyert.

## Diszkográfia
| Év   | Album                             | Kiadó                 |
| ---- | --------------------------------- | --------------------- |
| 2022 | Classic                           |                       |
| 2022 | So Happy It Hurts                 | BMG Rights Management |
| 2022 | Pretty Woman – The Musical        |                       |
| 2019 | Shine A Light                     | Polydor Records       |
| 2017 | Ultimate                          | Universal Music       |
| 2015 | Get Up                            | Polydor Records       |
| 2014 | Tracks of My Years                | Polydor Records       |
| 2013 | 2 CD Australian Tour Edition 2013 | Universal Music       |
| 2010 | Bare Bones                        | Polydor Records       |
| 2008 | 11                                | Polydor Records       |
| 2005 | Anthology                         | Polydor Records       |
| 2004 | Room Service                      | Polydor Records       |
| 2002 | Spirit: L'etalon des plaines      | A&M Records           |
| 2002 | Spirit: Stallion of the Cimarron  | A&M Records           |
| 2001 | Do To You What You Do To Me       | A&M Records           |
| 1999 | The Best Of Me                    | A&M Records           |
| 1998 | On a Day Like Today               | A&M Records           |
| 1997 | Unplugged                         | A&M Records           |
| 1996 | 18 til I Die                      | A&M Records           |
| 1993 | So Far So Good                    | A&M Records           |
| 1991 | Waking Up the Neighbours          | A&M Records           |
| 1988 | Live! Live! Live!                 | A&M Records           |
| 1987 | Into the Fire                     | A&M Records           |
| 1984 | Reckless                          | A&M Records           |
| 1983 | Cuts Like a Knife                 | A&M Records           |
| 1981 | You Want It, You Got It           | A&M Records           |
| 1980 | Bryan Adams                       | A&M Records           |